# Общий почётный знак (Гессен)
Общий почётный знак (нем. Allgemeines Ehrenzeichen) — гражданская и военная награда Великого герцогства Гессен. Учреждена 25 сентября 1843 года в виде медалей за различные достижения или заслуги.

## История
Изначальная медаль, учреждённая указом великим герцогом Людвигом II от 25 сентября 1843 года под названием Общегражданской награды вручалась лишь в нескольких экземплярах.

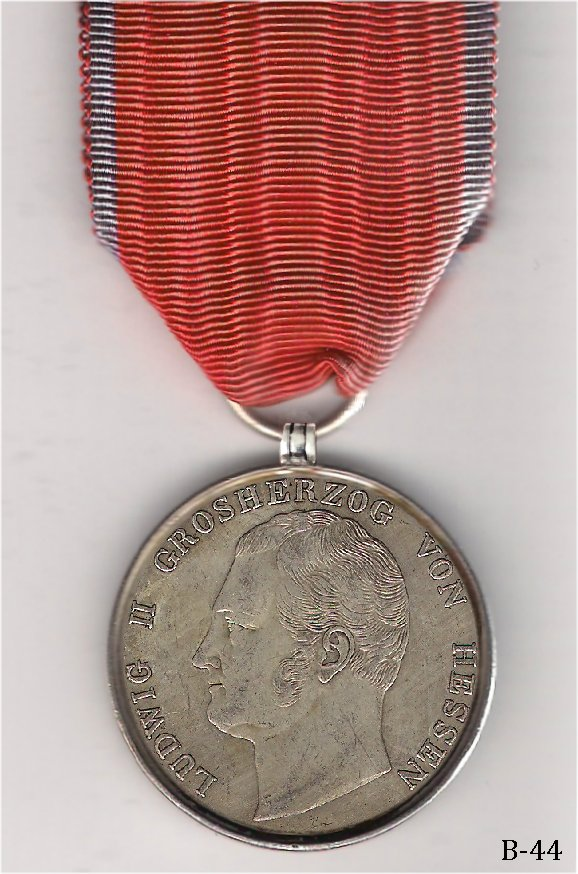
Медаль с профилем Людвига II (1843–1849), реконструкция Ларса Адлера

Награда вручалась за гражданские достижения, а не за государственную или военную службе, без учёта выслуги лет и воинского звания. Данная награда была упразднена в 1849 году великим герцогом Людвигом III.

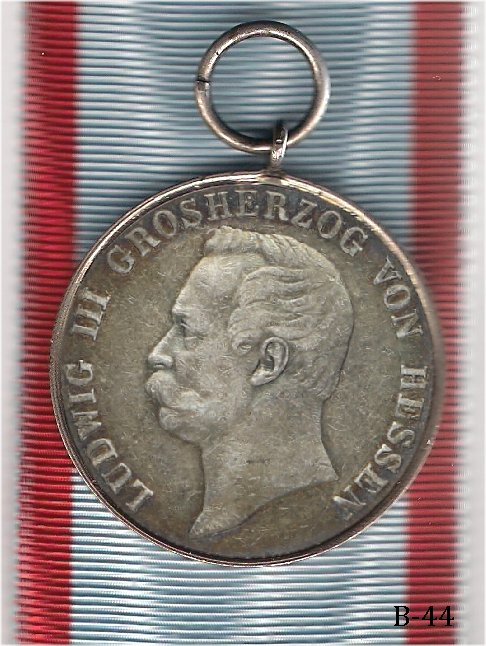
Генеральный почетный знак Гессена с головой Людвига III. (1849–1889)

Взамен её герцог 14 ноября 1849 года учредил Общий почётный знак, имевший несколько вариантов, в том числе и для государственных чиновников и военных. Награда была в двух степенях: золотая с лентой ордена Людвига и серебряная с лентой ордена Филиппа Великодушного.

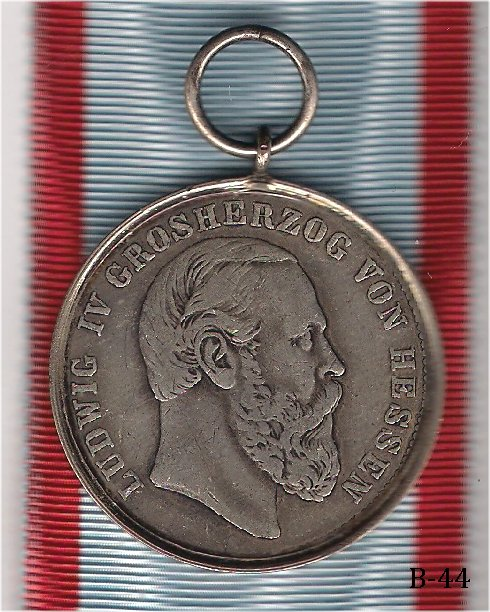
Вариант с профилем Людвига IV (1889–1894)

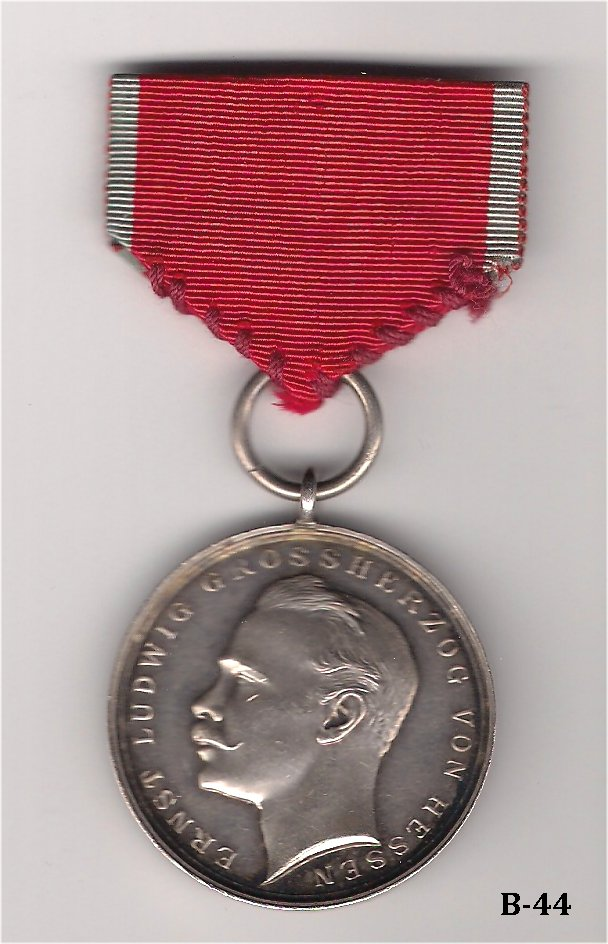
Вариант с профилем Эрнста Людвига и лентой ордена Филиппа Великодушного

В данных вариантах награда просуществовал — за некоторыми изменениями — до 1918 года:
- За храбрость (1866,1870/71)
- За заслуги
- За верную службу
- За многолетнюю верную службу (1849–1869).
- За многолетнюю верную службу (1869–1889).
- За пятьдесят лет верной службы
- За спасение человеческих жизней
- За заслуги перед пожарной службой (1854)

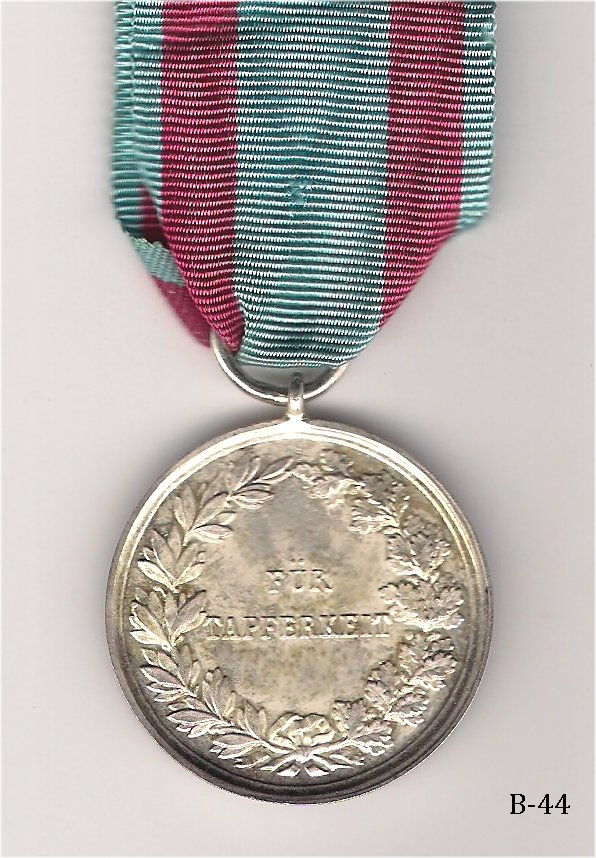
Почётная медаль «За отвагу» на боевом форме

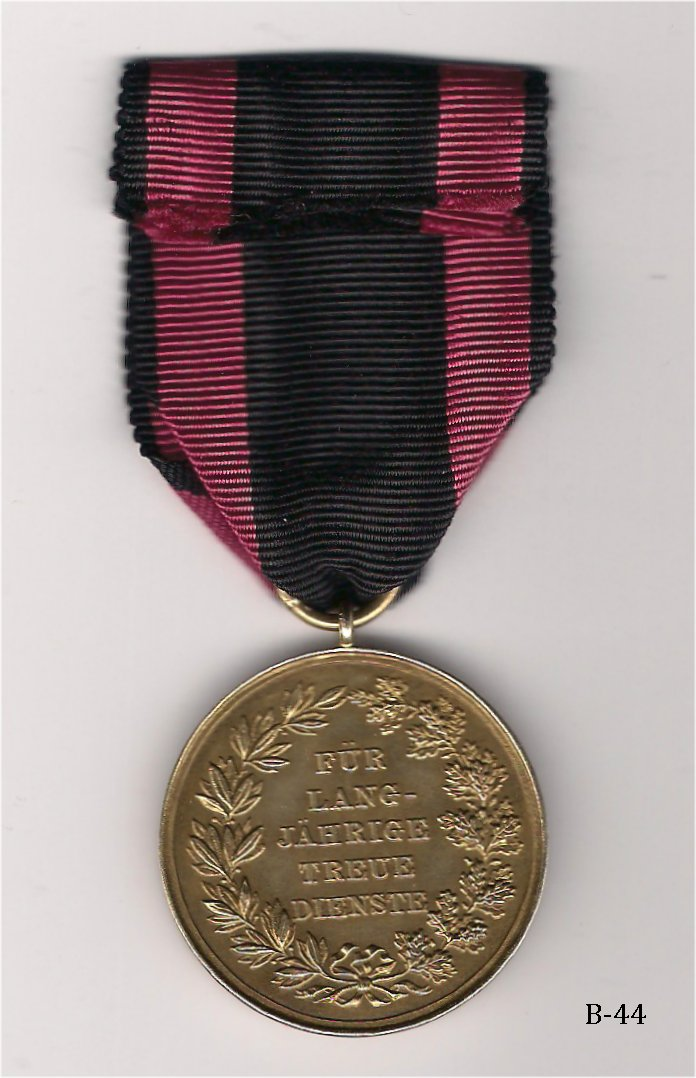
Медаль «За многолетнюю верную службу» в золоте

## Описание
Медаль изготавливалась из серебра, была диаметром 33 мм, весила около 15 г. На аверсе которой был изображён портрет правящего великого герцога, а на реверсе, в окружении лаврового (слева) и дубового (справа) венков, располагалась надпись подпись соответствующего варианта награды. С середины 1917 года медаль обычно изготавливалась только из серебра.

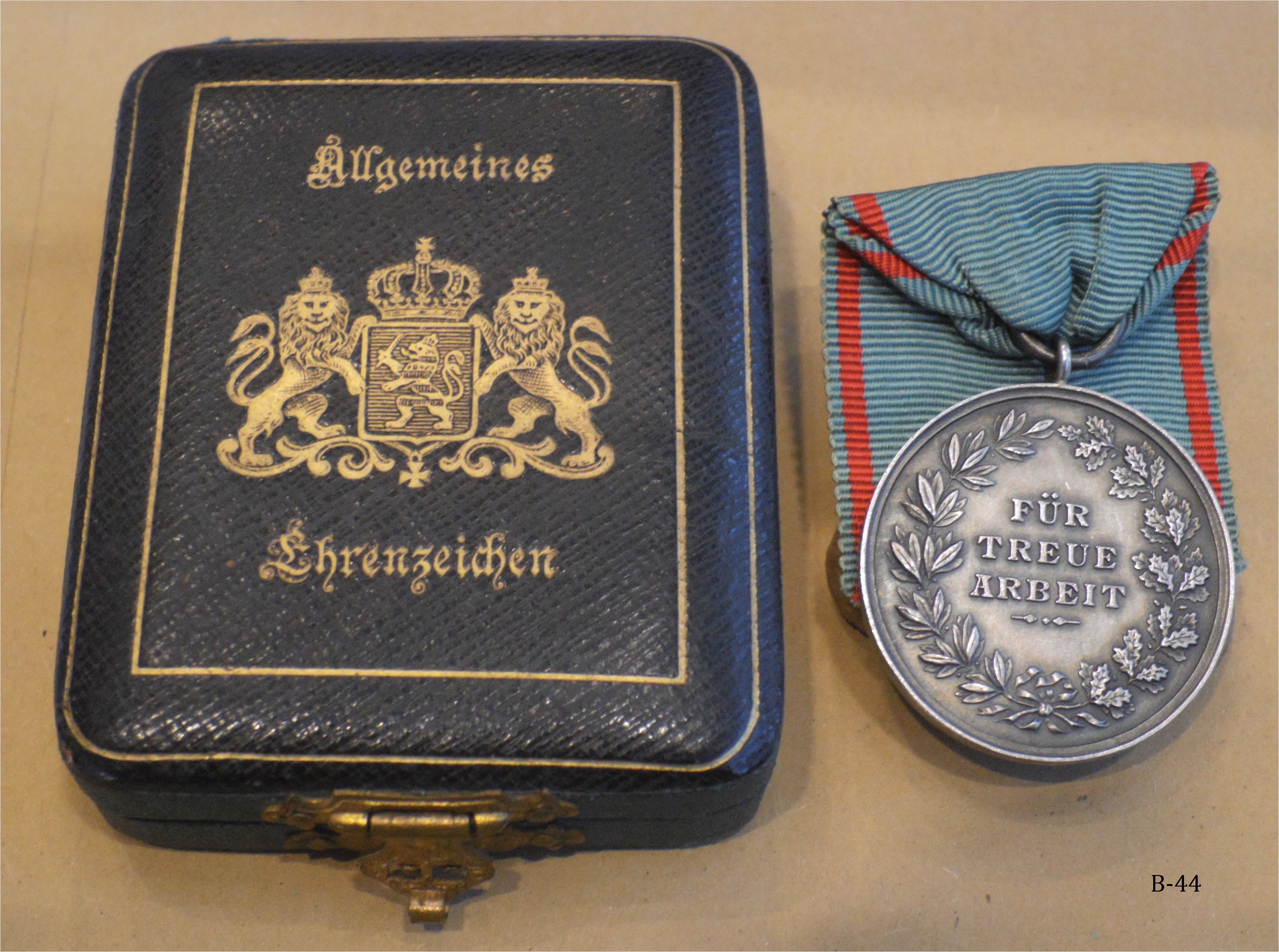
Футляр Общего почётного знака «За верный труд» № 819 от 11 июня 1903 года

При Людвиге III и IV лента награды была синей лентой, шириной 39 мм с красными полосами шириной 3 мм по краям. При Эрнст Людвиг лента стала синей, шириной 36 мм и с красными полосами шириной 3 мм и синими шириной 1 мм по краям (с 1915 7 и 2 мм соответственно на боевом варианте). Знак «За добросовестный труд» также вручался на ленте Рыцарского креста ордена Филиппа Великодушного — красной ленте шириной 37 мм с синими полосами по краю шириной 3 мм.